# Rio Lajeadão
Rio Lajeadão är ett vattendrag i Brasilien.   Det ligger i delstaten Paraná, i den södra delen av landet, 1 100 km söder om huvudstaden Brasília.
I omgivningarna runt Rio Lajeadão växer huvudsakligen savannskog. Runt Rio Lajeadão är det ganska glesbefolkat, med 28 invånare per kvadratkilometer.